# Tatra-Museum
Das Tatra-Museum (poln. Muzeum Tatrzańskie im. dra Tytusa Chałubińskiego w Zakopanem) wurde 1889 in Zakopane gegründet. Das Museum hat elf Filialen, davon sieben in Zakopane und jeweils eine in  Chochołów, Czarna Góra, Jurgów und Łopuszna.

## Ausstellungen
- Hauptgebäude. Adresse: Zakopane, ul. Krupówki 10
- Museum des Zakopane-Stils Villa Koliba, Adresse: Zakopane, ul. Kościeliska 18
- Museum des Zakopane-Stils, Adresse: Zakopane, Droga do Rojów 6
- Władysław-Hasior-Galerie, Adresse: Zakopane, ul. Jagiellońska 18 b
- Włodzimierz-und-Jerzy-Kulczycki-Galerie, Adresse: Zakopane, ul. Droga na Koziniec 8
- Kornel-Makuszyński-Museum, Adresse: Zakopane, ul. Tetmajera 15
- Galerie der Kunst des 20. Jahrhunderts in der Villa Oksza, Adresse: Zakopane, ul. Zamoyskiego 25
- Museum des Aufstands in Chochołów. Adresse: Chochołów 75
- Herrenhof Łopuszna in Łopuszna. Adresse: Łopuszna, ul. Gorczańska 2
- Freilichtmuseum in Czarna Góra, Adresse: Czarna Góra, Zagóra 86
- Freilichtmuseum in Jurgów, Adresse: Jurgów 215